# والتر مارس
والتر مارس محرك طائرة شعاعي تشيكوسلوفاكي، مكون من 14 أسطوانة ويُبرد بالهواء.

استُخدم المحرك لتشغيل الطائرات المنتجة في ثلاثينيات القرن العشرين.

## التطبيقات

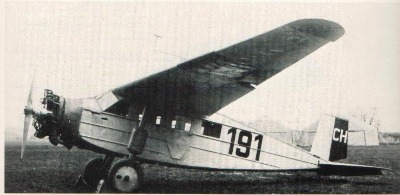
طائرة ميسيرشميت إم 18.

استُخدم المحرك في طائرة ميسيرشميت إم 18.

## محركات معروضة
تُعرض نسخة محفوظة من المحرك في متحف طيران براج.

## المواصفات

### مواصفات عامة
- النوع: محرك طائرة شعاعي مكون من 14 أسطوانات ويُبرد بالهواء.

### المكونات
- سلسة صمامات: صمام دخول وصمام عادم لكل أسطوانة.
- نظام الوقود: مكربن.
- نوع الوقود: بنزين.
- نظام التبريد: تبريد بالهواء.

## مزيد من القراءة
- Gunston, Bill. World Encyclopedia of Aero Engines. Cambridge, England. Patrick Stephens Limited, 1989. ISBN 1-85260-163-9